# Listrognathus hispanicus
Listrognathus hispanicus là một loài tò vò trong họ Ichneumonidae.